# Snickarglädje

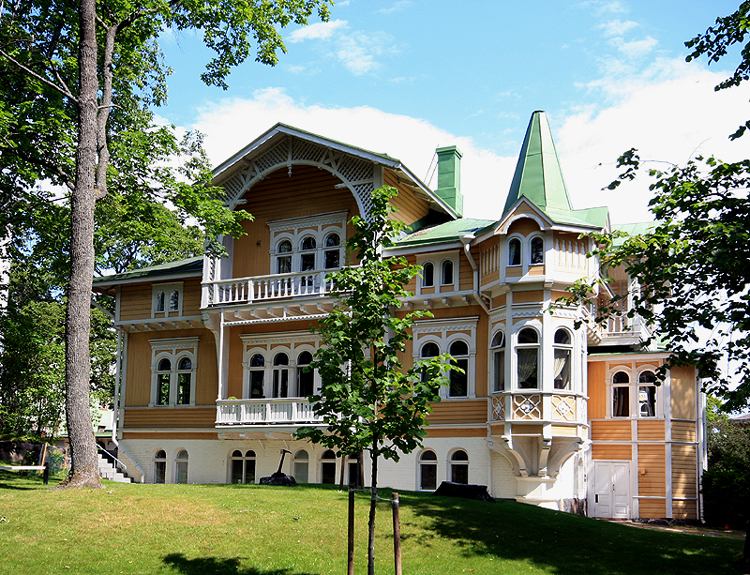
Snickarglädje i Brunnsparken, Helsingfors

Snickarglädje (även betecknad lövsågeri) är trädekorationer som ibland förekommer på äldre byggnader. De kan vara snirkliga former eller ett enkelt mönstrat. Det finns oftast på exempelvis verandor, vid vindskivor, i räcken och liknande. Begreppet "Snickarglädje" används i Sverige och Finland huvudsakligen om trähus byggda mellan mitten av 1800-talet och 1914. För lövsågerier och träprydnader fanns typritningar som publicerades i dåtidens facktidskrifter.

## Villabyggnader och områden
Tidiga hus med snickarglädje var ofta hus på landsbygden, eller enskilda större träbyggnader i stadsmiljö. Många kurorter och områden med sommarvillor exempelvis i Stockholms skärgård uppvisar riklig bebyggelse med snickarglädje.